# Abay Nemes Oszkár

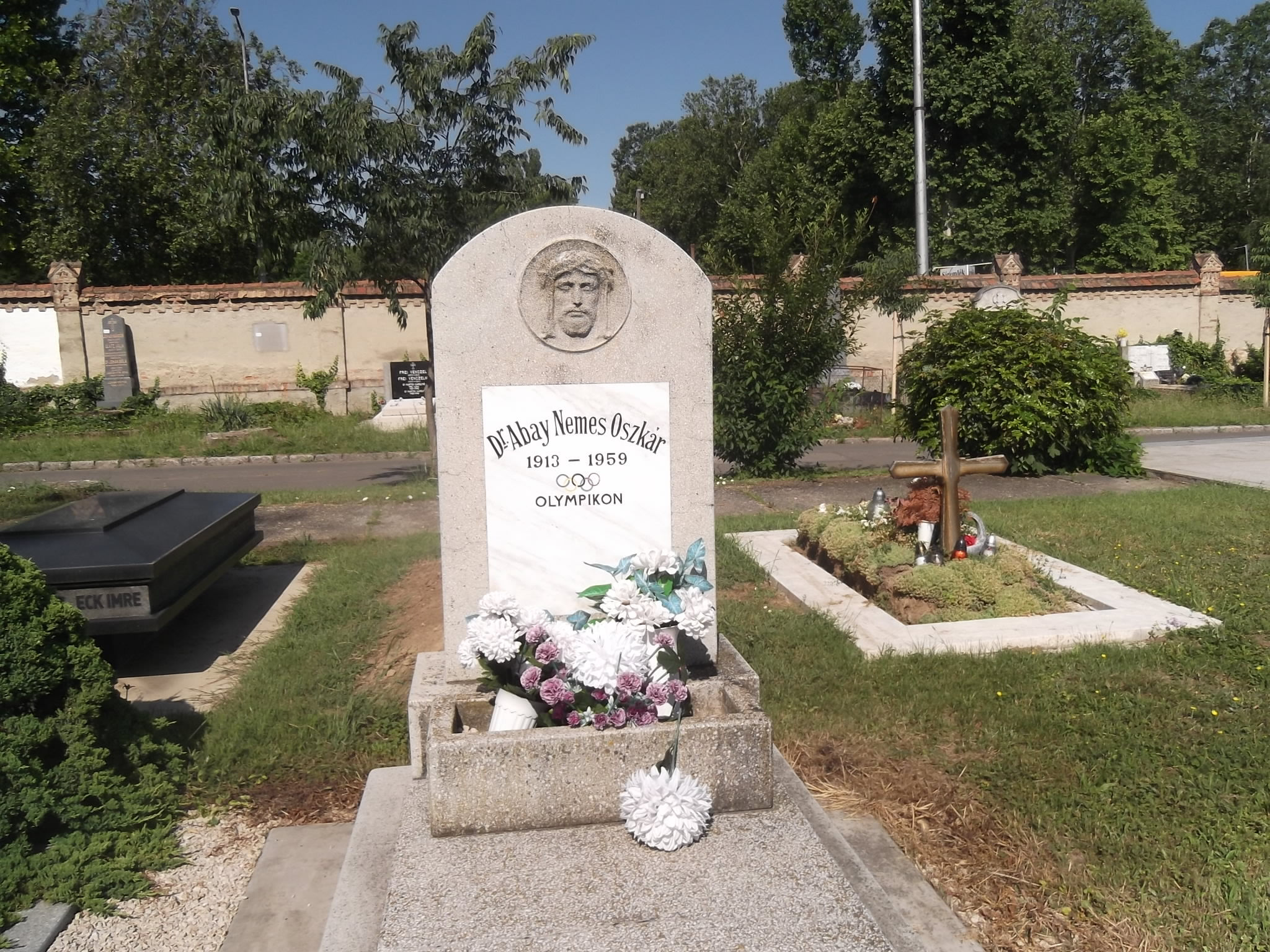
Sírja a Pécsi Köztemetőben. Parcella N, sor III., sírhely 19.

Abay Nemes Oszkár (Magyardiószeg, 1913. szeptember 22. – Pécs, 1959. január 30.) úszóbajnok, ügyvéd, politikus. A pécsi úszósport egyik első eredményes versenyzője. Legfontosabb eredményeit egyetemistaként érte el.

## Élete
Abay Nemes Oszkár a Pozsony vármegyei Magyardiószegen született, 1913. szeptember 13-án, Abay Nemes Gyula gyógyszerész fiaként. A nyolcgyermekes család 1915-ben Paksra költözött. A fiatal Oszkár itt tanult meg úszni a Dunában és a Hága-féle kosaras uszodában. Középiskolába már Kalocsára, aztán Pécsre járt, a ciszterci gimnáziumba. Mint sportoló, 1929-ben, a Pécsi Atlétikai Club (PAC) színeiben, a pécsi országos úszóversenyen tűnt fel: 100 méteres gyorsúszásban első lett. Ugyanebben az évben az ifjúsági válogatottba is meghívták, és a 4×100 méteres váltóban is győzelemmel mutatkozott be.
1930-33-ban eredményei folyamatosan javultak, sok érmet nyert. 1933-ban, 200 méteres gyorsúszásban országos bajnoki címet szerzett – elsőként a pécsi úszók közül. Ebben az évben lett először válogatott is. A Főiskolai Világbajnokságon, a 4×200 méteres gyorsváltó tagjaként aranyérmet nyert. 1934-ben világbajnoki bronzérmes lett a főiskolások között 100 méteres gyorsúszásban. 1935-ben, amikor kitüntetéssel diplomázott a pécsi egyetem jogi karán, beválogatták az olimpiai keretbe.
1936-ban mindenki az olimpiára összpontosított. A berlini versenyen két pécsi úszó, Abay Nemes és a későbbi örökös magyar úszóbajnok, Európa-bajnok Gróf Ödön Csik Ferenccel és Lengyel Árpáddal egy csapatban vívott nagy küzdelmet a helyezésekért. A 4×200 méteres gyorsváltó döntőjében Európa-csúcsot úsztak, s – a világrekordot elérő amerikaiak, illetve a japánok mögött – a harmadik helyre érkeztek be. Ez az olimpiai bronzérem maradt élete legjobb eredménye. A váltó az olimpia után újabb Európa-rekordot ért el.
A versenyek után mindkét úszó Pécsre érkezett, ahol Abay Nemest és az akkor már Budapesten versenyző, de pécsinek számító Grófot egyaránt nagy ünneplés fogadta az állomáson. A kormányzótól mindketten megkapták a Toldi Miklós Érdemérem ezüst fokozatát. A közös siker után a két pécsi úszó még többször úszott együtt. Abay Nemes Oszkár némi kihagyás után ismét edzeni kezdett; 1939-ben újabb országos bajnoki címet szerzett és nemzetközi sikert is elért: immáron egyéni főiskolai világbajnok lett ugyanebben az esztendőben. Csapatban pedig ismét a régi versenyzőtárssal, Gróf Ödönnel közösen szerzett aranyat.
1941-ben, huszonnyolc éves korában abbahagyta versenyzői pályafutását és az ügyvédi vizsgát követően irodát nyitott Pécsett. Az úszósport szervezésében továbbra is jelen volt, a Pécsi Kinizsi úszóival foglalkozott. Közben, 1942-ben feleségül vette Engert Arankát, házasságukból három gyermekük született. A háború nehéz évei után politizálni kezdett az FKgP színeiben, majd 1947-ben átlépett a Demokrata Néppártba, melynek színeiben az 1947-es választásokon mandátumot nyert. Az Országházban többször érvelt a kiskereskedők támogatása és a szövetkezetek önállóságának megőrzésére érdekében, figyelmeztette a kormányt az utalványozási rendszer bevezetésének veszélyeire. 1948-ban kilépett a pártból, majd csatlakozott a Magyar Függetlenségi Népfronthoz annak megalakulásakor. Az 1949-es választáson nem nyert mandátumot, de pótképviselői helyet szerzett; parlamenti behívására azonban nem került sor.
Az 1956-os forradalom bukása után a pécsi forradalmárok védőügyvédje volt. Sikeres munkája miatt folyamatosan zaklatták, megfigyelték, 1958-ban pedig alkalmatlannak nyilvánították munkája ellátására és eltiltották hivatásától. Az Ügyvédi Kamara törölte a nyilvántartásából és bezáratta az irodáját is.
Néhány hónapos munkanélküliség után barátai segítségével állást kapott a vasasi bányában csillésként. Itt októberben súlyos üzemi baleset érte a bányában, aminek következményeként a gondos kórházi kezelés ellenére 1959. január 30-án elhunyt.

## Emlékezete
1997-ben, a pécsi Hullámfürdőben felépített új versenyuszodát Abay Nemes Oszkárról nevezték el.
Egykori pécsi lakóházának kerítésén emléktáblát avatták tiszteletére.

## Eredményeiből
- 1930 Első ifiválogatottság
  - 4×100 m gyorsváltó - 1. helyezés
- 1933. július 29. A pécsi Balokányfürdő avatóján
  - 100 m gyors - 1. helyezés
  - 400 m gyors - 1. helyezés
- 1933. augusztus 7. Magyar bajnokság
  - 200 m gyors - országos bajnok
- 1933. augusztus 17. válogatott verseny (első válogatottság)
  - 4×200 m gyorsváltóban
- 1933. szeptember 4. Főiskolai Világbajnokság, Torino
  - 400 m gyors - 4. helyezés
  - 4×200 m gyorsváltó - 1. helyezés (Abay N., Szabados, Wanié, Székely)
- 1934. július 15. Magyar Bajnokság
  - 100 m gyors - 3. helyezés
- 1935. augusztus 5. Magyar Bajnokság
  - 100 m gyors - 3. helyezés
- 1935. augusztus 12. Főiskolai Világbajnokság, Budapest
  - 100 m gyors - 3. helyezés
- 1936. július 7. Budapesti verseny
  - 4×200 m gyorsváltó, Európa-csúcs (Abay N., Gróf, Csík, Lengyel)
- 1936. augusztus 5. Olimpiai Játékok Berlin
  - 4×200 m gyorsváltó - 3. helyezés
- 1936. augusztus 28. Magyarország-Japán úszóverseny
  - 4×200 m gyorsváltó - Európa-csúcs
- 1936. szeptember 25.
  - Horthy Miklós kormányzó Toldi ezüst érdemérmet adományoz számára.
- 1939. augusztus 21. Magyar Bajnokság
  - 100 m gyors - 1. helyezés
- 1942. Magyar Bajnokság
  - 100 m gyors - 3. helyezés